# Bienvenido-Welcome
Bienvenido-Welcome es una película de drama mexicana de 1994 dirigida por Gabriel Retes. Es un filme que reproduce los problemas y el ambiente en el que se desarrollan un grupo de cinematografistas quienes realizan su primer largometraje profesional. En esta aventura se da simultáneamente un hecho que permite abordar con toda la formalidad y dramatismo el contagio del síndrome de inmunodeficiencia adquirida (SIDA).

## Argumento
Una joven pareja: María, atractiva pintora, y José, próspero investigador de libros antiguos, en la cumbre de su amor y su carrera, ven destruida su vía y sus ilusiones por la duda. Una extraña rubia irrumpe en la vida de José y al desaparecer deja, como recuerdo, un mensaje siniestro: Bienvenido al mundo del sida . La pareja no es la única en sufrir las consecuencias del desastre; un grupo de cineastas, al filmar su historia, se ve inmiscuido en este y otros problemas. Un accidente los obliga a incurrir en una acción ilegal para concluir la película. Un investigador de seguros, que descubre el fraude, pone en peligro no sólo la terminación de la película sino que compromete a todos los trabajadores. Las situaciones cómicas se enlazan con el drama que conlleva a la enfermedad del siglo XX, para concluir en la fiesta de fin de filmación.

## Reparto
- Gabriel Retes - Mariano Pacheco
- Lourdes Elizarrarás - María Blanco
- Luis Felipe Tovar - José Molina
- Jesse Borrego - Darío
- Fernando Arau - Consuelo Gómez
- Juan Claudio Retes - Richard Martínez
- José Manuel Fernández - Carlos
- Claudia Fernández - El asistente director
- Lucila Balzaretti - La delegada
- Francisco de la O. - El guionista
- María Fernanda García - La maquillista
- Javier Castillo - Maifrend
- Desiree Ríos - La rubia
- Lourdes López Castro - El fotógrafo de fijas
- Ignacio Retes - El productor
- Diego de la Texeira - El director de fotografía
- María Dulce Saldanha - La asistente de fotógrafo
- Alfredo Dávila - El sonidista

## Premios
| Festival                                   | País        | Premio                                                   | Año  |
| ------------------------------------------ | ----------- | -------------------------------------------------------- | ---- |
| Festival Internacional de Cine de San Juan | Puerto Rico | Premio especial del Jurado                               | 1994 |
| Ariel                                      | México      | Ariel a María Fernanda Gracia por Mejor Actriz de Cuadro | 1995 |
| Diosa de Plata                             | México      | Mejor Guion                                              | 1995 |
| Festival Iberoamericano de Huelva, España  | Chile       | Premio de la Prensa                                      | 1995 |
| Festival de Cine Viña del mar              | Chile       | Mejor película                                           | 1996 |